# Парламентские выборы в Польше (2001)
Парламентские выборы в Польше состоялись 23 сентября 2001 года. На них были избраны 560 членов Национального собрания Республики Польша: 460 депутатов Сейма IV созыва и 100 членов Сената V созыва.

## Ситуация перед выборами
Прошлые парламентские выборы привели к победе Избирательной Акции Солидарность (AWS) и формированию правого коалиционного правительства AWS и Союза свободы во главе с Ежи Бузеком. Период правления AWS совпал с обострением социально-экономических трудностей. Курс бюджетной экономии за счёт промышленности (повторяющий политику предшествовавших левых правительств) вызывал протесты в социальной базе «Солидарности». Правительство предприняло шаги по приватизации и реструктуризации промышленности, что привело к уличным столкновениям активистов «Солидарности» с полицией, направленной против манифестантов правительством «Солидарности». 6 июня 2000 года депутаты от Союза свободы покинули ряды правительственной коалиции, тет самым до конца созыва AWS продолжало действовать как правительство меньшинства.
На президентских выборах в 2000 году победил кандидат Союза демократических левых сил Александр Квасьневский с результатом 53,90%, опередив лидера AWS Мариана Кшаклевского, занявшего третье место.

## Избирательная система
Депутаты Сейма избирались по пропорциональной системе от 41 многомандатного округа. В каждом округе избиралось от 7 до 19 депутатов.
12 апреля 2001 были приняты поправки в избирательный кодекс. Был изменен метод подсчета голосов: с метода Д’Ондта на метод Сент-Лагю. Кроме того упразднялся единый избирательный округ. Был также впервые введен процентный барьер — 5% для партий и 8% для коалиций.
Члены Сената избирались по системе относительного большинства от 40 многомандатных округов, в каждом округе могло быть избрано от двух до четырёх сенаторов.

## Результаты

### Сейм
|                             |                                             |            |        |               |              |  |  |
| Избирательный комитет       | Избирательный комитет                       | Голосов    | %      | Мест получено | +/–          |  |  |
|                             | Союз демократических левых сил-Уния труда   | 5 342 519  | 41,04  | 216           | ▲ 52         |  |  |
|                             | Гражданская платформа                       | 1 651 099  | 12,68  | 65            | новая партия |  |  |
|                             | Самооборона Республики Польша               | 1 327 624  | 10,20  | 53            | ▲ 53         |  |  |
|                             | Право и справедливость                      | 1 236 787  | 9,50   | 44            | новая партия |  |  |
|                             | Польская народная партия                    | 1 168 659  | 8,98   | 42            | ▲ 15         |  |  |
|                             | Лига польских семей                         | 1 025 148  | 7,87   | 38            | новая партия |  |  |
|                             | Избирательная Акция Солидарность            | 729 207    | 5,60   | 0             | ▼ 201        |  |  |
|                             | Союз свободы                                | 404 074    | 3,10   | 0             | ▼ 60         |  |  |
|                             | Социальное альтернативное движение          | 54 266     | 0,42   | 0             | новая партия |  |  |
|                             | Избирательный комитет немецкого меньшинства | 47 230     | 0,36   | 2             | ▬            |  |  |
|                             | Польская социалистическая партия            | 13 459     | 0,10   | 0             | новая партия |  |  |
|                             | Немецкое меньшинство Верхней Силезии        | 8024       | 0,06   | 0             | ▬            |  |  |
|                             | Польский экономический союз                 | 7189       | 0,06   | 0             | новая партия |  |  |
|                             | Польское национальное общество              | 2644       | 0,02   | 0             | новая партия |  |  |
| Всего                       | Всего                                       | 13 017 929 | 100,00 | 460           |              |  |  |
|                             |                                             |            |        |               |              |  |  |
| Действительных бюллетеней   | Действительных бюллетеней                   | 13 017 929 | 96,01  |               |              |  |  |
| Недействительных бюллетеней | Недействительных бюллетеней                 | 541 483    | 3,99   |               |              |  |  |
| Всего бюллетеней            | Всего бюллетеней                            | 13 559 412 | 100,00 |               |              |  |  |
| Явка избирателей            | Явка избирателей                            | 29 364 455 | 46,18  |               |              |  |  |

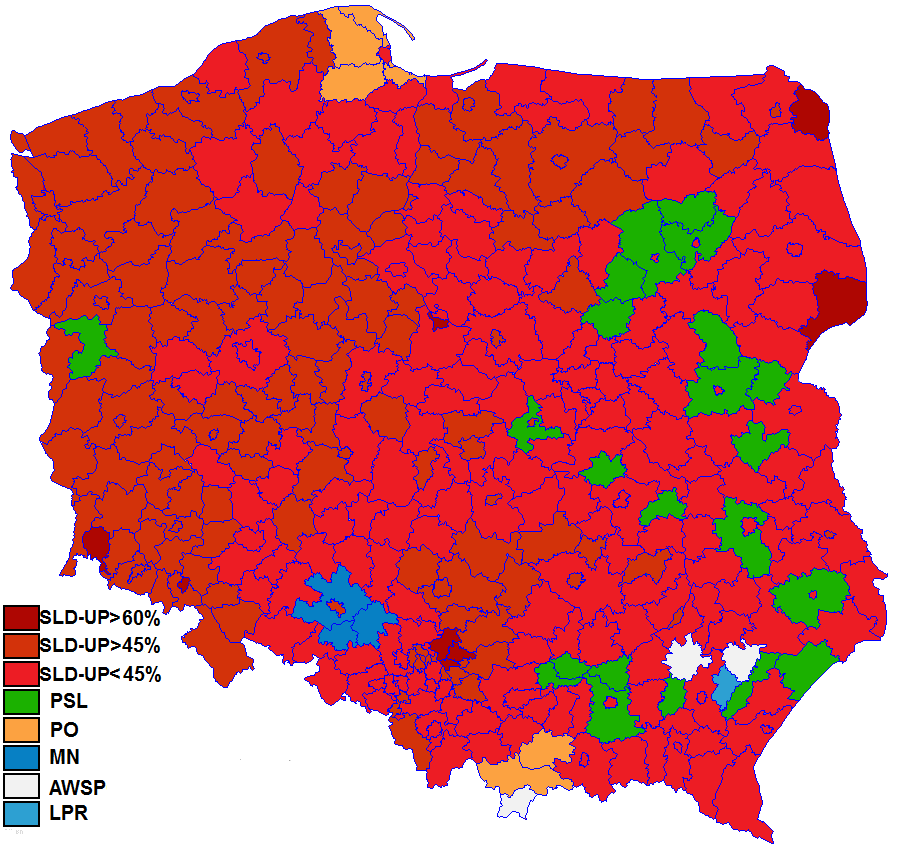
Результаты выборов в Сейм по повятам

Выборы 2001 года привели к сокрушительному поражению AWS и Союза свободы, обоим не удалось преодолеть заградительный барьер.
Победителем выборов стала социал-демократическая коалиция Союза демократических левых сил и Унии труда, получившая большинство голосов во всех избирательных округах. Совместно с Польской народной партией она сформировала новое правительство во главе с Лешеком Миллером.
После выборов Избирательная Акция Солидарность практически распалась. На политическую сцену вышли новые силы: праволиберальная Гражданская платформа, консервативные Право и справедливость и Лига польских семей и аграрная Самооборона Республики Польша.

### Сенат
|                             |                                           |            |        |               |                |  |  |
| Избирательный комитет       | Избирательный комитет                     | Голосов    | %      | Мест получено | +/–            |  |  |
|                             | Союз демократических левых сил-Уния труда | 10 476 677 | 38,74  | 75            | ▲ 47           |  |  |
|                             | Блок Сенат 2001                           | 6 582 224  | 24,34  | 15            | новая коалиция |  |  |
|                             | Польская народная партия                  | 3 631 234  | 13,43  | 4             | ▲ 1            |  |  |
|                             | Самооборона Республики Польша             | 1 158 887  | 4,29   | 2             | новая партия   |  |  |
|                             | Лига польских семей                       | 1 097 058  | 4,06   | 2             | новая партия   |  |  |
|                             | Уния реальной политики                    | 469 815    | 1,74   | 0             | ▬              |  |  |
|                             | Независимые кандидаты                     | 3 624 697  | 13,40  | 2             | ▼ 3            |  |  |
| Всего                       | Всего                                     | 27 040 592 | 100,00 | 100           |                |  |  |
|                             |                                           |            |        |               |                |  |  |
| Действительных бюллетеней   | Действительных бюллетеней                 | 13 072 323 | 96,46  |               |                |  |  |
| Недействительных бюллетеней | Недействительных бюллетеней               | 479 179    | 3,54   |               |                |  |  |
| Всего бюллетеней            | Всего бюллетеней                          | 13 551 502 | 100,00 |               |                |  |  |
| Явка избирателей            | Явка избирателей                          | 29 364 455 | 46,15  |               |                |  |  |